# Strum (Albânia)
Strum é uma comuna (em albanês:  komuna) da Albânia localizada no distrito de Fier, prefeitura de Fier.